# گروسکروت
گروسکروت (به آلمانی: Großkrut) یک منطقهٔ مسکونی در اتریش است که در ناحیه میستلباخ واقع شده‌است. گروسکروت ۱٬۶۴۳ نفر جمعیت دارد.